# Jan Gloisner
Jan Gloisner (ur. 9 kwietnia 1808 we Lwowie) – profesor Uniwersytetu Lwowskiego, pionier fotografii we Lwowie.
Był synem Antoniego Gloisnera, wykładowcy fizyki na Uniwersytecie Lwowskim pochodzącego z rodziny o niemieckich korzeniach. Od 1836 do 1844 uczył chemii, fizyki i historii naturalnej. W 1839 r. na podstawie opisów samodzielnie zbudował aparat do dagerotypowania. Przy jego pomocy utrwalał widoki miasta z okna kamienicy przy ulicy Pańskiej 24 (obecnie Wołodymyra Winniczenki). W 1840 zastąpił swój prosty aparat aparatem firmy Voigtländer, rok później zaczął wystawiać swoje prace w witrynie księgarni Edwarda Winiarza w kamienicy przy Rynku 2.
W wielu publikacjach mylnie używane jest nazwisko Gleisner lub imię Józef; po raz pierwszy takie przeinaczenie pojawiło się w książce Stanisława Schnür-Pepłowskiego Obrazy z przeszłości Galicji i Krakowa (1772–1858).